# Capteur de position
Un capteur de position est un dispositif qui permet de recueillir des informations sur la position d'un objet dans un espace de référence.
Ces informations peuvent être obtenues :
- par contact direct avec l'objet, grâce à un contacteur constitué de divers éléments tels que : galet, tige souple, bille, roue codeuse ;
- à distance, par un codeur linéaire, des capteurs magnétiques (interrupteur reed) ou des barrières lumineuses ; l'information donnée par ce type de capteur est de type tout ou rien (0 ou 1) et peut être électrique, optique ou pneumatique.